# János Komáromi

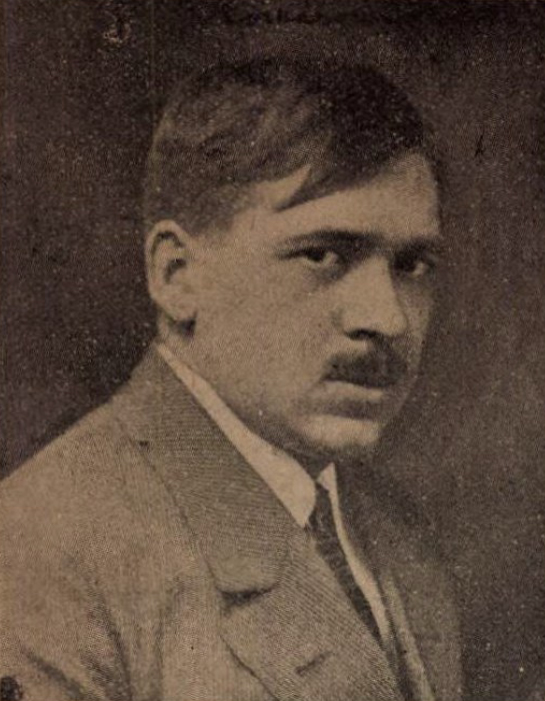
János Komáromi 1924

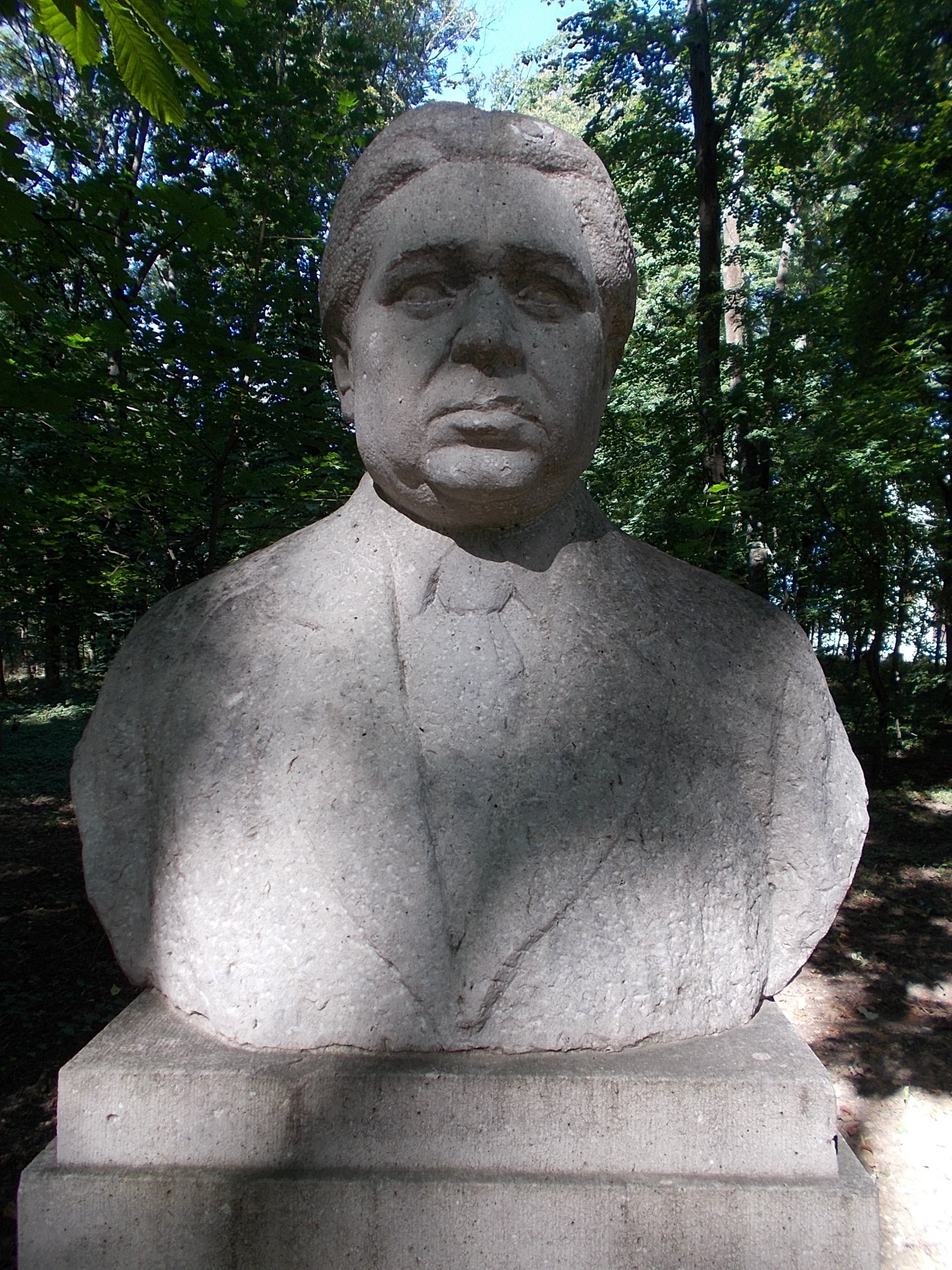
Büste Komáromis von István Balász in Sárospatak

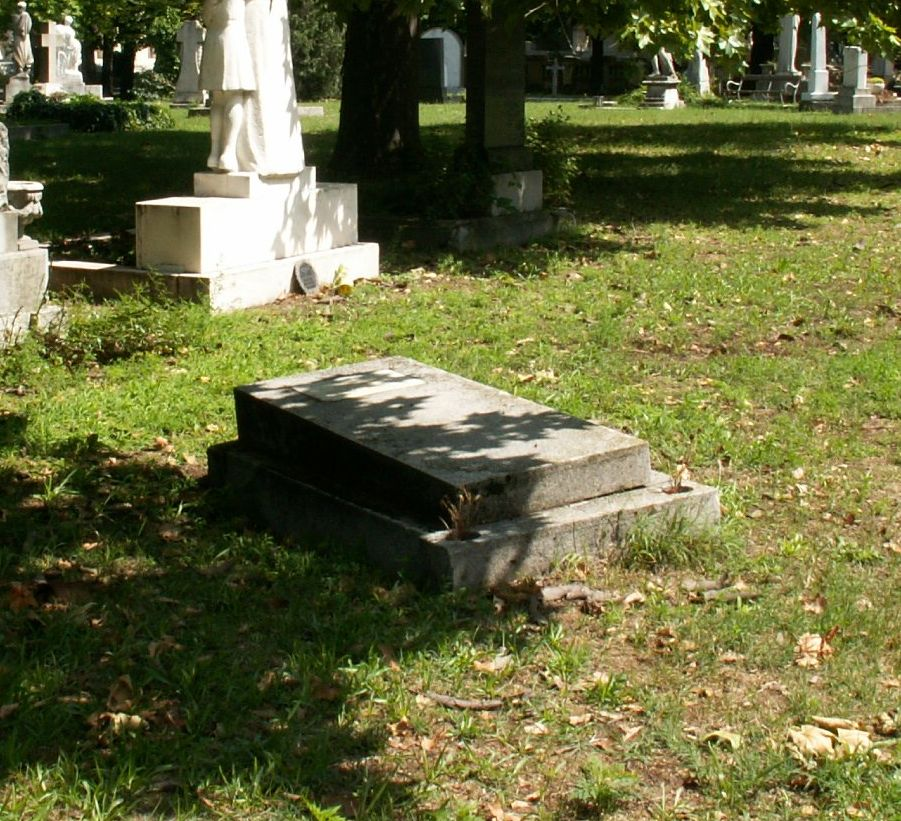
Grab Komáromis in Budapest

János Komáromi, bis 1908 Komár (* 22. Dezember 1890 in Málca, Komitat Semplin; † 7. Oktober 1937 in Budapest) war ein ungarischer Schriftsteller und Journalist.

## Leben
János Komáromi war der Sohn von Jozsef Komár und Mária Balog und stammte aus einer armen calvinistischen Familie. Er besuchte die Grundschule in Legenye und anschließend das Gymnasium in Sárospatak. 1908 magyarisierte er seinen slowakischen Namen in Komáromi. Ab 1911 war er als Journalist tätig und schrieb für die Zeitungen Budapesti Hírlap, Magyarország (1919) und Magyarság (1920). Daneben studierte er in Budapest Jus.
Im Ersten Weltkrieg meldete er sich freiwillig und kämpfte an der Galizischen Front beim 2. Tiroler Kaiserlichen Jagdregiment, wo er schon im Spätherbst 1914 schwer verwundet wurde. Als kriegsversehrter Leutnant nunmehr kampfunfähig, wurde er nach Wien zum Militärpresseamt geschickt und arbeitete als Ungarnkorrespondent der Presseabteilung des Kriegsministeriums.
Komáromi war in der Zwischenkriegszeit ein angesehener und beliebter Autor. Er unterstützte das Regime von Miklós Horthy. Ab 1921 war er Mitglied der exklusiven Petöfi-Gesellschaft (Petöfi Társaság), ab 1928 der Kisfaludy Gesellschaft. Aus Anlass seines 25-jährigen Jubiläums als Schriftsteller erfuhr er große Aufmerksam von vielen Persönlichkeiten des damaligen Lebens. Im Genius Verlag erschien eine Gesamtausgabe seiner bis dahin erschienenen Werke. Er war verheiratet mit Irén Soltész, mit der er auch Kinder hatte, und starb 1937 an einer Nierenkrankheit. Sein Leichnam ist auf dem Friedhof an der Fiumer Straße in Budapest (11-4-40) bestattet, wo zahlreiche Personen des öffentlichen Lebens ruhen.

## Werk
János Komáromi verfasste zahlreiche Romane und Kurzgeschichten, die meist eigene Erlebnisse seiner Kindheit und Jugendzeit verarbeiten bzw. sich mit seiner verlorenen Heimat, dem nordostungarischen Komitat Semplin befassen, das nach dem Ende des Ersten Weltkriegs an die Tschechoslowakei fiel. Es handelt sich um jenen Teil der Großen Ungarischen Tiefebene, der heute als Ostslowakisches Tiefland das slowakische Grenzgebiet zur Ukraine bildet. In anderen Werken behandelte er seine Erlebnisse im Ersten Weltkrieg. Aufgrund der Thematik seiner Bücher wurde ihm nach dem Zweiten Weltkrieg Nationalismus vorgeworfen, so dass in den Jahren der kommunistischen Herrschaft nichts mehr von ihm verlegt wurde. Dies, obwohl im deutschsprachigen Raum die linke Büchergilde Gutenberg Komáromis Werke herausbrachte, da die Helden seiner Bücher meist die armen und einfachen Menschen seiner ehemaligen Heimat waren. Erst nach 1990 erschienen seine Bücher wieder. Komáromis Werke wurden ins Deutsche, Englische, Französische und Polnische übersetzt. Sie waren teilweise beliebte Jugendbücher.
- Mit búsulsz kenyeres. Dick, Budapest 1915 (Erzählung)
- Tilinkó. Dick, Budapest 1917
- Szegénylegények. Athenaeum, Budapest 1920
- Rongyos gárda. Pallas, Budapest 1921 (12 Erzählungen)
- Jegenyék a szélben. Magyarság, Budapest 1921
- Vidróczki s még nehány ágrulszakadt. Stádium Ny., Budapest 1924
- Zúg a fenyves. Magyar Irod. Társ., Budapest 1924 (Roman). Deutsche Ausgabe: Teri. Aus dem Ungarischen von Alexander von Sacher-Masoch. Büchergilde Gutenberg, Berlin 1929. Online
- Hé, kozákok. Stádium, Budapest 1925. Deutsche Ausgabe: He, Kosaken! Aus dem Ungarischen von Alexander von Sacher-Masoch. Büchergilde Gutenberg, Berlin 1930 Online
- Császári és királyi szép napok. Budapest 1925 (Erlebnisse im Kriegsministerium in Wien)
- Az idegen leány. egy magános ember följegyzései. Stádium, Budapest 1926
- Pataki diákok. Stádium, Budapest 1926 (Roman über seine Schulzeit in Sárospatak)
- Régi legények. Minerva, Cluj-Kolozsvár 1926 (ausgewählte Erzählungen)
- Hat vőlegény. Dick, Budapest 1927 (Ein Roman in mehreren Erzählungen)
- Szülőföldem szép határa. Dick, Budapest 1928 (Erzählung)
- Esze Tamás, a mezítlábasok ezredese. Genius, Budapest 1928 (Roman)
- Reménytelen szerelem. Stádium, Budapest 1928 (Roman)
- Régi ház az országutnál. Genius, Budapest 1929. Deutsche Ausgabe: Haus an der Landstraße; in: He, Kosaken! Aus dem Ungarischen von Alexander von Sacher-Masoch. Büchergilde Gutenberg, Berlin 1930. Online
- Szép vagy, Magyarország. Genius, Budapest 1930
- Az ősdiák. Genius, Budapest 1930 (Roman)
- Nagy leányka, kis legényke. Genius, Budapest 1930 (über seine eigenen Kinder)
- A régi szerető. Genius, Budapest 1931 (Roman)
- Ordasok. Genius, Budapest 1930 (Heldenroman vom Ende des 17. Jahrhunderts)
- Zágon felé. Genius, Budapest 1933 (historischer Roman um Kelemen Mikes)
- Vihorláti szél fúj. Révai, Budapest 1935 (Roman)
- Menekülés az asszony elől. Kulics brazil örnagy emlékiratai. Délamerikai Magyarság, Buenos Aires 1935
- Egy leányért. Károly, J., Arad 1935
- Őszi harmat után. Genius, Budapest 1936
- A nyolcadik osztály. Genius, Budapest 1936
- Távoli harangszó. Révai Ny., Budapest 1936
- Megy a felhő. Genius, Budapest 1936
- A nagy háború anekdotái. Genius, Budapest 1936 (Anekdoten aus dem Ersten Weltkrieg)
- Harangoz a múlt. Genius, Budapest
- Indulj fakó lovam. Révai, Budapest 1937

## Ehrungen
Eine Büste des Schriftstellers vom Bildhauer István Balázs aus dem Jahr 1969 steht in Sárospatak im Schulgarten. An seinem Wohnhaus in der Schwartzer Ferenc utca 3 im 12. Bezirk in Budapest befindet sich eine Gedenktafel.